# Gracia y el forastero
Gracia y el forastero es una novela del chileno Guillermo Blanco Martínez, publicada en 1964 por la Editorial Zig-Zag, que se ha convertido en un clásico de la literatura de su país y en un fenómeno editorial, con más de un millón de copias vendidas en ochenta ediciones.
La novela trata del amor entre Gracia —cuyo padre, el general Morán, no estaba de acuerdo con su elección sentimental— y Gabriel  (el forastero), un joven de 17 años de origen humilde. 
Gracia muere al caer de las escaleras, estando embarazada de Gabriel. La historia está contada por el protagonista, Gabriel, y se desarrolla principalmente en el balneario de Castuera y la ciudad de Santiago.
En 1964 Guillermo Blanco ganó el premio Academia Chilena de la Lengua por esta novela.
La obra fue llevada al cine en 1974 por el productor y director Sergio Riesenberg, con las actuaciones de Soledad Silveyra en el papel de Gracia, Jaime Azócar en el de Gabriel, Enzo Viena, Leonardo Perucci y Jaime Celedón. El rodaje fue realizado en Algarrobo.
En el año 2000 se hizo una nueva película, protagonizada por Néstor Cantillana y Daniela Tobar, que fue parte de un telefilme del programa de television Cuentos Chilenos.